# Watermolen van Hoksem
De Watermolen van Hoksem is een watermolen in de tot de Vlaams-Brabantse gemeente Hoegaarden behorende plaats Hoksem, gelegen aan de Sint-Jansstraat 14.
Deze bovenslagmolen op de Menebeek fungeerde als korenmolen, oliemolen en volmolen.

## Geschiedenis
De molen werd voor het eerst vermeld in 1340 en fungeerde toen als oliemolen. In de 17e eeuw was er sprake van een korenmolen die in bezit was van het kapittel van Hoksem. In 1798 werd de molen als nationaal goed verkocht aan een particulier.
In 1824 werd de molen omschreven als graanmolen, volmolen en okermolen (voor pigment). In 1928 werd het bovenslagrad vervangen door een turbine. Met het overlijden, in 1981, van de laatste molenaar kwam de molen buiten bedrijf en raakte in verval. Veel onderdelen van de maalinrichting werden verkocht.
In 1998 werd de molen aangekocht door Bart De Taeye en Elke De Rijck. Zij restaureerden de molen naar maalvaardige toestand en in 2016 werd deze weer feestelijk in bedrijf genomen.